# Tatiana Gusin
Tatiana Gusin (Orhei, Moldavia; 26 de enero de 1994) es una atleta griega de origen moldavo especializada en salto de altura.

## Biografía
Nacida en Moldavia, en enero de 1994, creció en este país hasta los ocho años, trasladándose después con su familia hasta Grecia, donde creció y realizó sus estudios escolares.
Se involucró en los deportes desde temprana edad y debido a sus cualidades físicas optó por convertirse en saltadora de altura, firmando profesionalmente con el club deportivo G.S. Kefisia.
Después de la secundaria, estudió Comunicaciones y Periodismo en la Universidad de Georgia, en los Estados Unidos. En la actualidad, pertenece a la tercera categoría de atletas, basada en la programación de SEGAS, siendo entrenada por Ioanna Siomou.

## Carrera
En 2013 participó en el Campeonato Europeo de Atletismo Sub-20 que tuvo lugar en la ciudad italiana de Rieti, donde fue quinta con un salto de 1,81 metros. Dos años después conseguía su primera medalla en la Primera Liga, representando a Grecia, del Campeonato Europeo de Atletismo por Equipos, jugando en "casa", al celebrarse en Heraclión; fue tercera con una marca de 1,85 metros. Más adelante, en el Campeonato Europeo de Atletismo Sub-23 de Tallin (Estonia) no superaba la fase clasificatoria, con 1,79 metros de salto.
En 2017, con el ascenso de Grecia en el Campeonato Europeo de Atletismo por Equipos a la Superliga, en Lille (Francia), Gusin repetía un quinto puesto, mejorando sus registros, con 1,90 metros. Semanas después, en la cita de Londres, en el Campeonato Mundial de Atletismo, pese a tener una buena marca, con 1,85 metros, no fue posible llegar a la ronda final.
Para 2019, en la segunda cita de Superliga, ahora en la ciudad polaca de Bydgoszcz, llegaba sexta, con 1,85 metros de salto. Nuevamente, en el siguiente Campeonato Europeo de Atletismo en Pista Cubierta de Glasgow era undécima en la clasificatoria (también con 1,85 m.).
En 2021, después de la pandemia de coronavirus, Grecia bajaba a la Primera Liga de la Campeonato Europeo de Atletismo por Equipos. En Cluj-Napoca (Rumania) volvía a ser quinta, con un salto de 1,86 metros.
Más adelante, en 2022 acudió a las citas del Campeonato de los Balcanes de Atletismo; primero, en pista cubierta, en Estambul (Turquía), donde acabó quinta con un salto de 1,83 metros, y más adelante en exteriores, en Craiova (Rumania), en el que fue cuarta con 1,87 metros.
En los Juegos Mediterráneos de 2022, celebrados entre finales de junio y comienzos de julio de ese año en la ciudad argelina de Orán, Gusin conseguía su segundo podio (y medalla), al quedar segunda en el salto de altura con una marca de 1,91 metros, a un centímetro de la montenegrina Marija Vuković.

## Resultados

### Por temporada
| Representando a Grecia | Representando a Grecia                                     | Representando a Grecia | Representando a Grecia | Representando a Grecia | Representando a Grecia |
| ---------------------- | ---------------------------------------------------------- | ---------------------- | ---------------------- | ---------------------- | ---------------------- |
| Año                    | Competición                                                | Lugar                  | Puesto                 | Marca                  |                        |
| 2013                   | Campeonato Europeo de Atletismo Sub-20                     | Rieti                  | 5.ª                    | 1,81 m.                |                        |
| 2015                   | Campeonato Europeo de Atletismo por Equipos - Primera Liga | Heraclión              | 3.ª                    | 1,85 m.                |                        |
| 2015                   | Campeonato Europeo de Atletismo Sub-23                     | Tallin                 | 8.ª (Q1)               | 1,79 m.                |                        |
| 2017                   | Campeonato Europeo de Atletismo por Equipos - Superliga    | Lille                  | 5.ª                    | 1,90 m.                |                        |
| 2017                   | Campeonato Mundial de Atletismo                            | Londres                | 13.ª (Q1)              | 1,85 m.                |                        |
| 2019                   | Campeonato Europeo de Atletismo por Equipos - Superliga    | Bydgoszcz              | 6.ª                    | 1,85 m.                |                        |
| 2019                   | Campeonato Europeo de Atletismo en Pista Cubierta          | Glasgow                | 11.ª (Q1)              | 1,85 m.                |                        |
| 2021                   | Campeonato Europeo de Atletismo por Equipos - Primera Liga | Cluj-Napoca            | 5.ª                    | 1,86 m.                |                        |
| 2022                   | Campeonato de los Balcanes de Atletismo en Pista Cubierta  | Estambul               | 5.ª                    | 1,83 m.                |                        |
| 2022                   | Campeonato de los Balcanes de Atletismo                    | Craiova                | 4.ª                    | 1,87 m.                |                        |
| 2022                   | Juegos Mediterráneos                                       | Orán                   | 2.ª                    | 1,91 m.                |                        |
| 2022                   | Campeonato Mundial de Atletismo                            | Eugene                 | 8.ª (Q2)               | 1,90 m.                |                        |
| 2022                   | Campeonato Europeo de Atletismo                            | Múnich                 | 9.ª                    | 1,86 m.                |                        |

### Mejores marcas
| Disciplina                       | Marca   | Lugar    | Fecha                |
| -------------------------------- | ------- | -------- | -------------------- |
| Salto de altura (exterior)       | 1,91 m. | Eugene   | 10 de junio de 2017  |
| Salto de altura (pista cubierta) | 1,94 m. | El Pireo | 9 de febrero de 2019 |